# 吉川轉
吉川轉（6月4日—），日本漫畫家。

## 作品
- 請進黃昏堂、全7冊、原名
- 鬼怨、全5冊、原名
- 東雲寮奇譚、2冊待續（日文版3冊待續）、原名
- 原名《すっくと狐（日语：すっくと狐）》

- 【1部】全17冊（日文版在1部有……全17冊、全14冊、全7冊，3種）
- 【2部】傲世之狐、3冊待續、日文版4冊待續

1. 原名
2. 原名
3. 原名
4. 原名

- 吸血鬼之月、3冊待續、原名

## 外部連結
- （日語）
- 博客來網路書店 - 目前您搜尋的關鍵字為: 吉川轉